# Hippolyte Bernheim

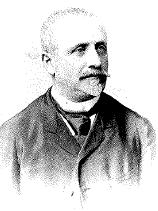
Hippolyte Bernheim

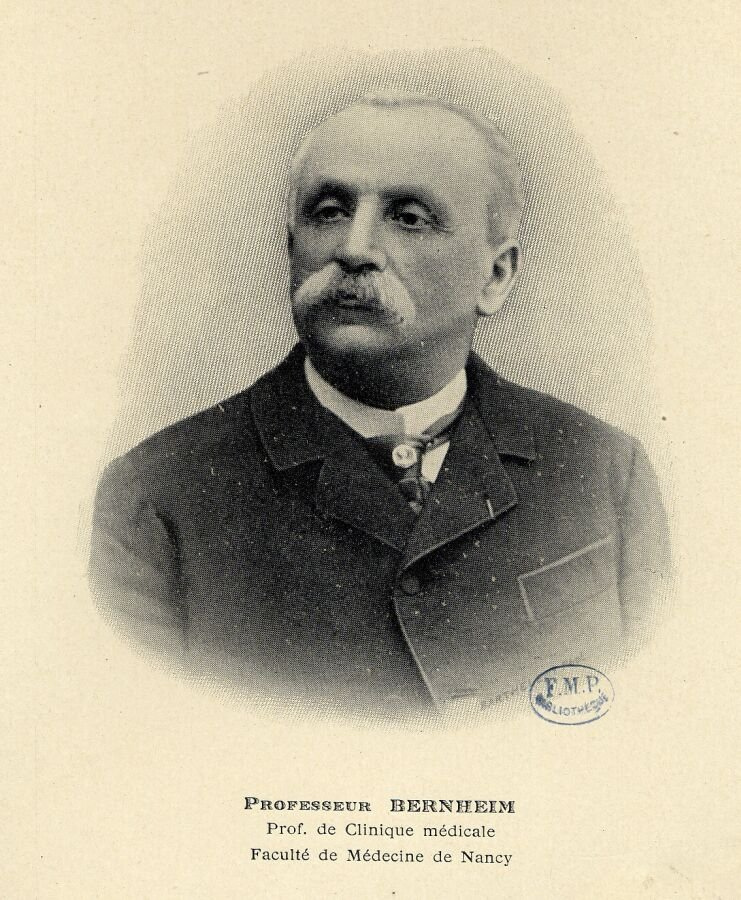
Hippolyte Bernheim

Hyppolyte Bernheim (17 de abril de 1837 - 2 de fevereiro de 1919) foi um médico neurologista francês.
Ele trabalhava com métodos de hipnose, e escreveu um livro no qual descrevia métodos e usos, e discussões a respeito do tema.
Seu livro foi traduzido para o alemão por Sigmund Freud.

## Leitura complementar
- Huard, Pierre (1970-80). "Bernheim, Hippolyte". Dictionary of Scientific Biography. 2. New York: Charles Scribner's Sons. pp. 35-36. ISBN 0684101149.